# Pseudopanurgus
Pseudopanurgus är ett släkte av bin. Pseudopanurgus ingår i familjen grävbin.

## Bildgalleri

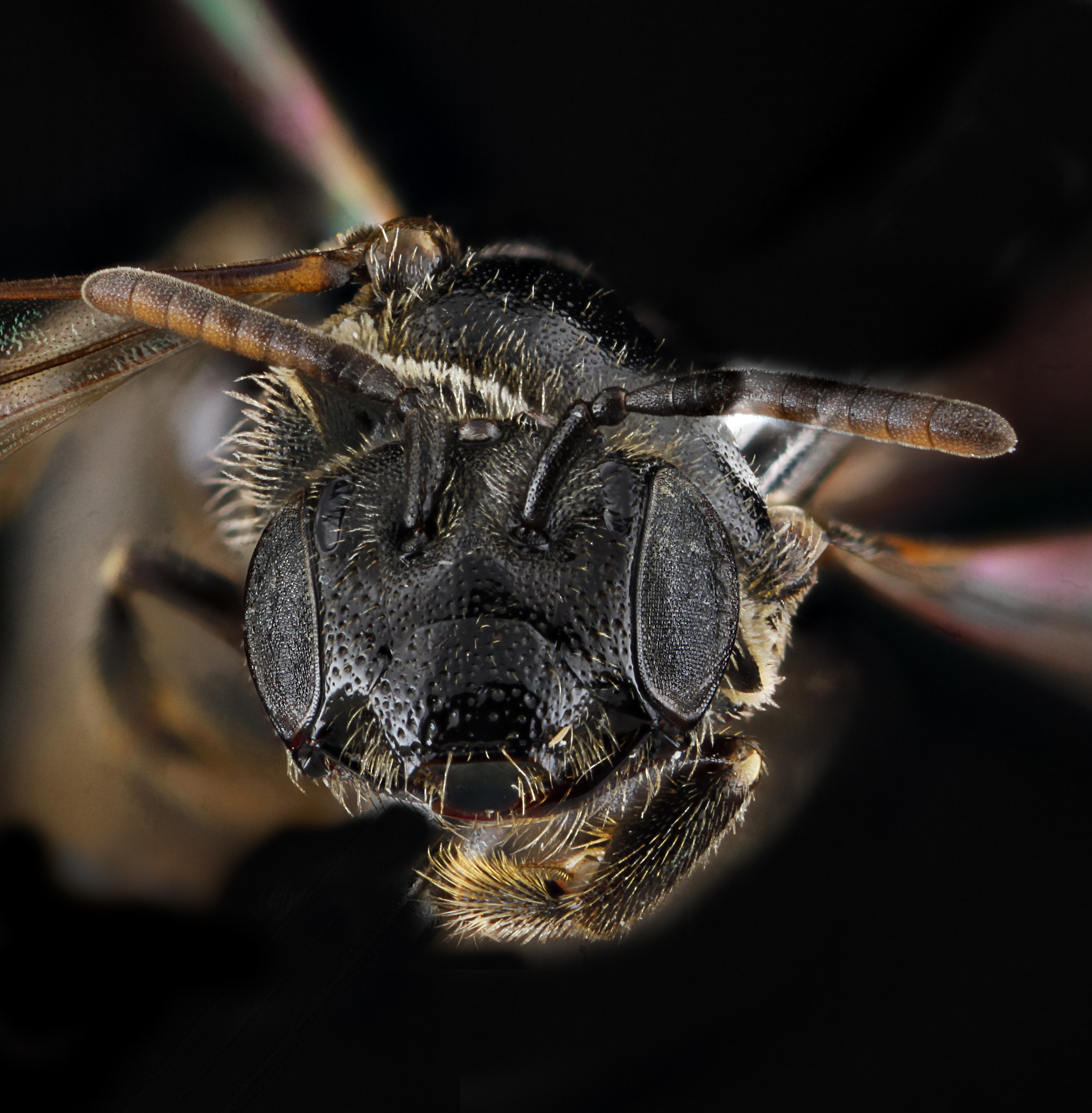
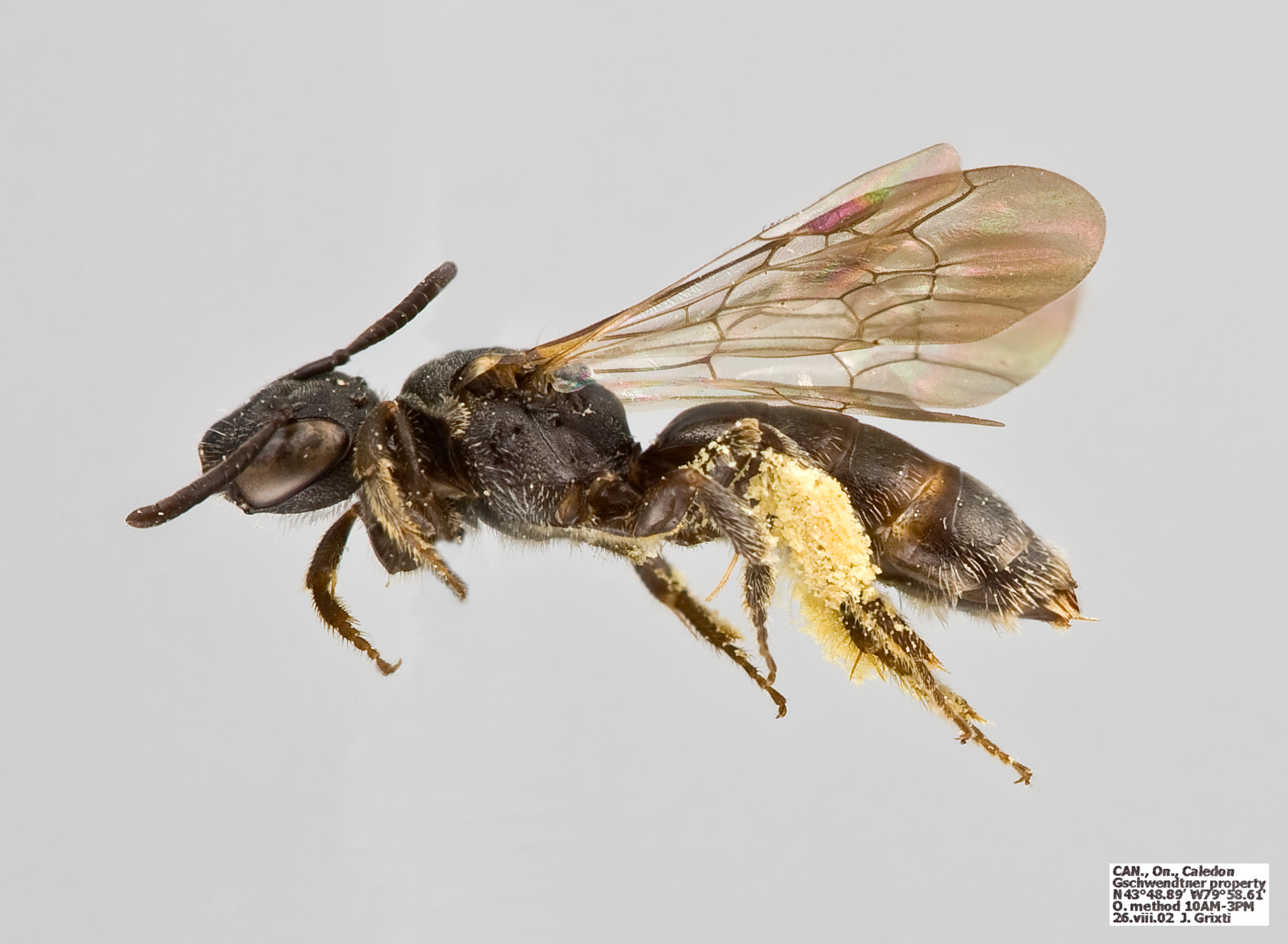
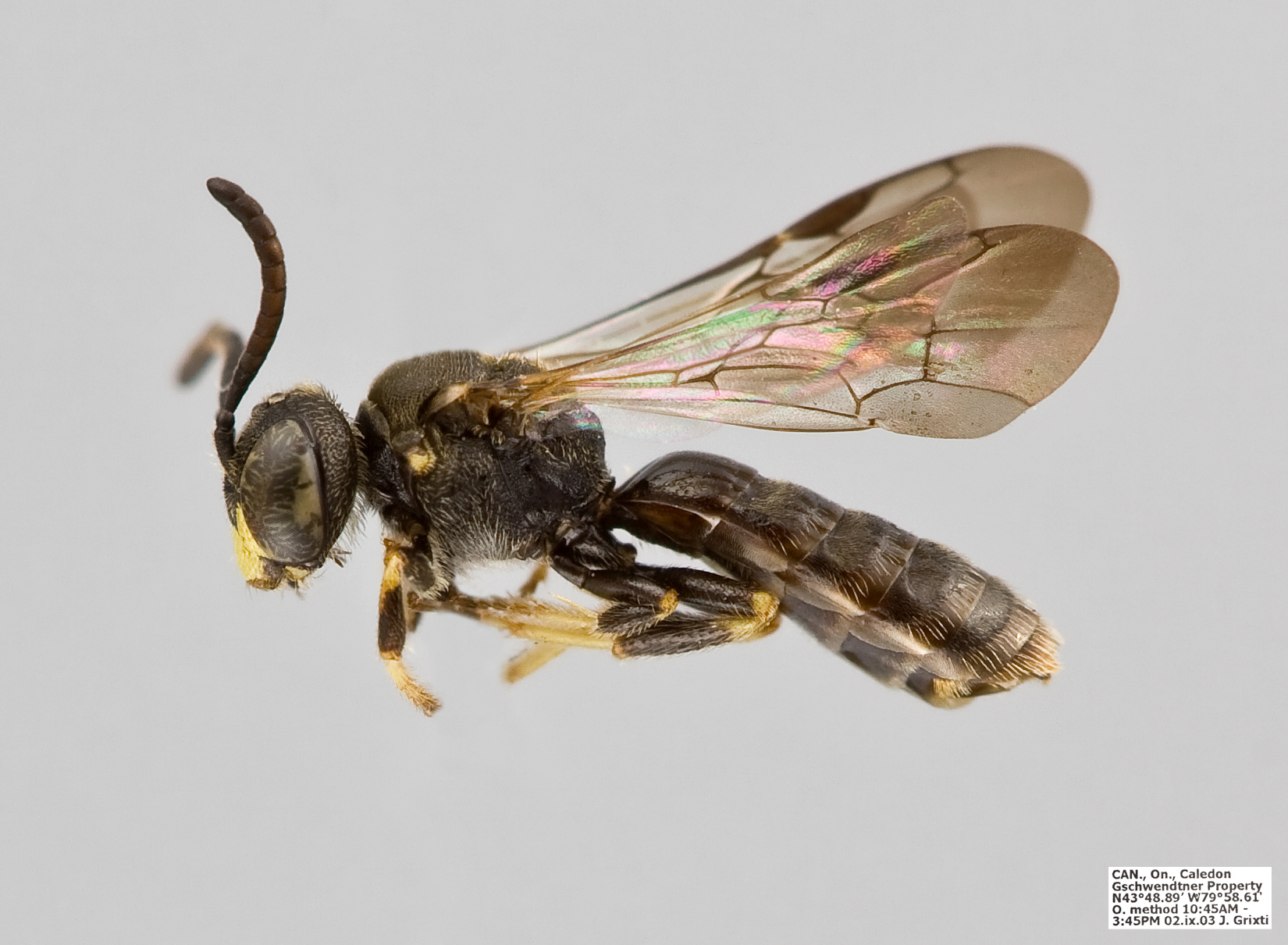

## Dottertaxa tillPseudopanurgus, i alfabetisk ordning[1]
- Pseudopanurgus adjunctus
- Pseudopanurgus aestivalis
- Pseudopanurgus aethiops
- Pseudopanurgus albitarsis
- Pseudopanurgus altissimus
- Pseudopanurgus amplipennis
- Pseudopanurgus andrenoides
- Pseudopanurgus arctiventris
- Pseudopanurgus aristatus
- Pseudopanurgus arizonicus
- Pseudopanurgus asperatus
- Pseudopanurgus atricornis
- Pseudopanurgus aurifodinae
- Pseudopanurgus bakeri
- Pseudopanurgus barberi
- Pseudopanurgus bidentis
- Pseudopanurgus boylei
- Pseudopanurgus brevis
- Pseudopanurgus californicus
- Pseudopanurgus cameroni
- Pseudopanurgus cazieri
- Pseudopanurgus chemsaki
- Pseudopanurgus citrinifrons
- Pseudopanurgus citripes
- Pseudopanurgus clypeatus
- Pseudopanurgus compactus
- Pseudopanurgus compositarum
- Pseudopanurgus concinnus
- Pseudopanurgus congener
- Pseudopanurgus consors
- Pseudopanurgus crenulatus
- Pseudopanurgus creper
- Pseudopanurgus dakotensis
- Pseudopanurgus dawsoni
- Pseudopanurgus dicksoni
- Pseudopanurgus didirupa
- Pseudopanurgus diparilis
- Pseudopanurgus dreisbachi
- Pseudopanurgus durangoensis
- Pseudopanurgus elongatus
- Pseudopanurgus euphorbiae
- Pseudopanurgus eurycephalus
- Pseudopanurgus expallidus
- Pseudopanurgus fasciatus
- Pseudopanurgus flavotinctus
- Pseudopanurgus fraterculus
- Pseudopanurgus friesei
- Pseudopanurgus fuliginosus
- Pseudopanurgus fulvicornis
- Pseudopanurgus fuscicornis
- Pseudopanurgus fuscitarsis
- Pseudopanurgus globiceps
- Pseudopanurgus gracilis
- Pseudopanurgus helianthi
- Pseudopanurgus horizontalis
- Pseudopanurgus humilis
- Pseudopanurgus illinoiensis
- Pseudopanurgus illustris
- Pseudopanurgus innuptus
- Pseudopanurgus inornatus
- Pseudopanurgus irregularis
- Pseudopanurgus labrosiformis
- Pseudopanurgus labrosus
- Pseudopanurgus lateralis
- Pseudopanurgus leucopterus
- Pseudopanurgus levis
- Pseudopanurgus leviventris
- Pseudopanurgus lopeziae
- Pseudopanurgus lugubris
- Pseudopanurgus lutzae
- Pseudopanurgus margaritensis
- Pseudopanurgus mexicanus
- Pseudopanurgus mundus
- Pseudopanurgus nanulus
- Pseudopanurgus nebrascensis
- Pseudopanurgus neomexicanus
- Pseudopanurgus nitens
- Pseudopanurgus nitescens
- Pseudopanurgus nubis
- Pseudopanurgus occiduus
- Pseudopanurgus opacellus
- Pseudopanurgus opacicollis
- Pseudopanurgus opaculus
- Pseudopanurgus ornatipes
- Pseudopanurgus parvulus
- Pseudopanurgus parvus
- Pseudopanurgus pauper
- Pseudopanurgus pecki
- Pseudopanurgus pectidellus
- Pseudopanurgus pectiphilus
- Pseudopanurgus perarmatus
- Pseudopanurgus perlaevis
- Pseudopanurgus pernitens
- Pseudopanurgus perpunctatus
- Pseudopanurgus piercei
- Pseudopanurgus planatus
- Pseudopanurgus platycephalus
- Pseudopanurgus pleuralis
- Pseudopanurgus porterae
- Pseudopanurgus pueblanus
- Pseudopanurgus pulchricornis
- Pseudopanurgus pumilis
- Pseudopanurgus readioi
- Pseudopanurgus renimaculatus
- Pseudopanurgus rudbeckiae
- Pseudopanurgus rufosignatus
- Pseudopanurgus rugosus
- Pseudopanurgus scaber
- Pseudopanurgus sculleni
- Pseudopanurgus semilevis
- Pseudopanurgus setiger
- Pseudopanurgus simulans
- Pseudopanurgus solidaginis
- Pseudopanurgus stathamae
- Pseudopanurgus stigmalis
- Pseudopanurgus subglaber
- Pseudopanurgus sublevis
- Pseudopanurgus subopacus
- Pseudopanurgus subrugosus
- Pseudopanurgus succinctus
- Pseudopanurgus texanus
- Pseudopanurgus tomentosus
- Pseudopanurgus townsendi
- Pseudopanurgus tridecis
- Pseudopanurgus trifasciatus
- Pseudopanurgus trimaculatus
- Pseudopanurgus tripogandrae
- Pseudopanurgus tuberatus
- Pseudopanurgus velutinus
- Pseudopanurgus ventralis
- Pseudopanurgus verticalis
- Pseudopanurgus vicinus
- Pseudopanurgus virginicus
- Pseudopanurgus ximenesiae
- Pseudopanurgus zamoranicus